# IGFL4
IGFL4 (англ. IGF like family member 4) – білок, який кодується однойменним геном, розташованим у людей на довгому плечі 19-ї хромосоми. Довжина поліпептидного ланцюга білка становить 124 амінокислот, а молекулярна маса — 13 885.
| 10         |  | 20         |  | 30         |  | 40         |  | 50         |
| ---------- |  | ---------- |  | ---------- |  | ---------- |  | ---------- |
| MVPRISAAIF |  | IFELLGSNSE |  | GVTDLRLWLC |  | QPAPRCGEWT |  | YNPLEQCCDD |
| GVILDLNQTR |  | LCGSSCTFWP |  | CFQHCCLESL |  | GSQNQTVVRF |  | KVPGMKPDCK |
| SSPITRICAQ |  | EYHPKSPVSR |  | SDLI       |  |            |  |            |

A: Аланін

C: Цистеїн

D: Аспарагінова кислота

E: Глутамінова кислота

F: Фенілаланін

G: Гліцин

H: Гістидин

I: Ізолейцин

K: Лізин

L: Лейцин

M: Метіонін

N: Аспарагін

P: Пролін

Q: Глутамін

R: Аргінін

S: Серин

T: Треонін

V: Валін

W: Триптофан

Секретований назовні.